# Grå stormsvala
Grå stormsvala (Hydrobates furcatus) är en talrik fågel i familjen stormsvalor inom ordningen stormfåglar som förekommer i norra Stilla havet. Arten är talrik och, ovanligt för havsfåglar, ökar i antal.

## Kännetecken
Grå stormsvala skiljer sig från alla andra stormsvalor genom sin ljusa fjäderdräkt. Den gör skäl för sitt namn med en i stort sett ljust pärlgrå fjäderdräkt, men bortsett från ett ljust band mörka vingovansidor liksom mörka armtäckare under. Den har även en mörk fläck kring ögat på det i övrigt ljust grå huvudet. I den rätt direkta flykten flykten syns grunda vingslag. Fågeln är vanligtvis tyst, men vid häckningskolonin hörs ett mjukt kvitter eller ett ljust raspigt läte.

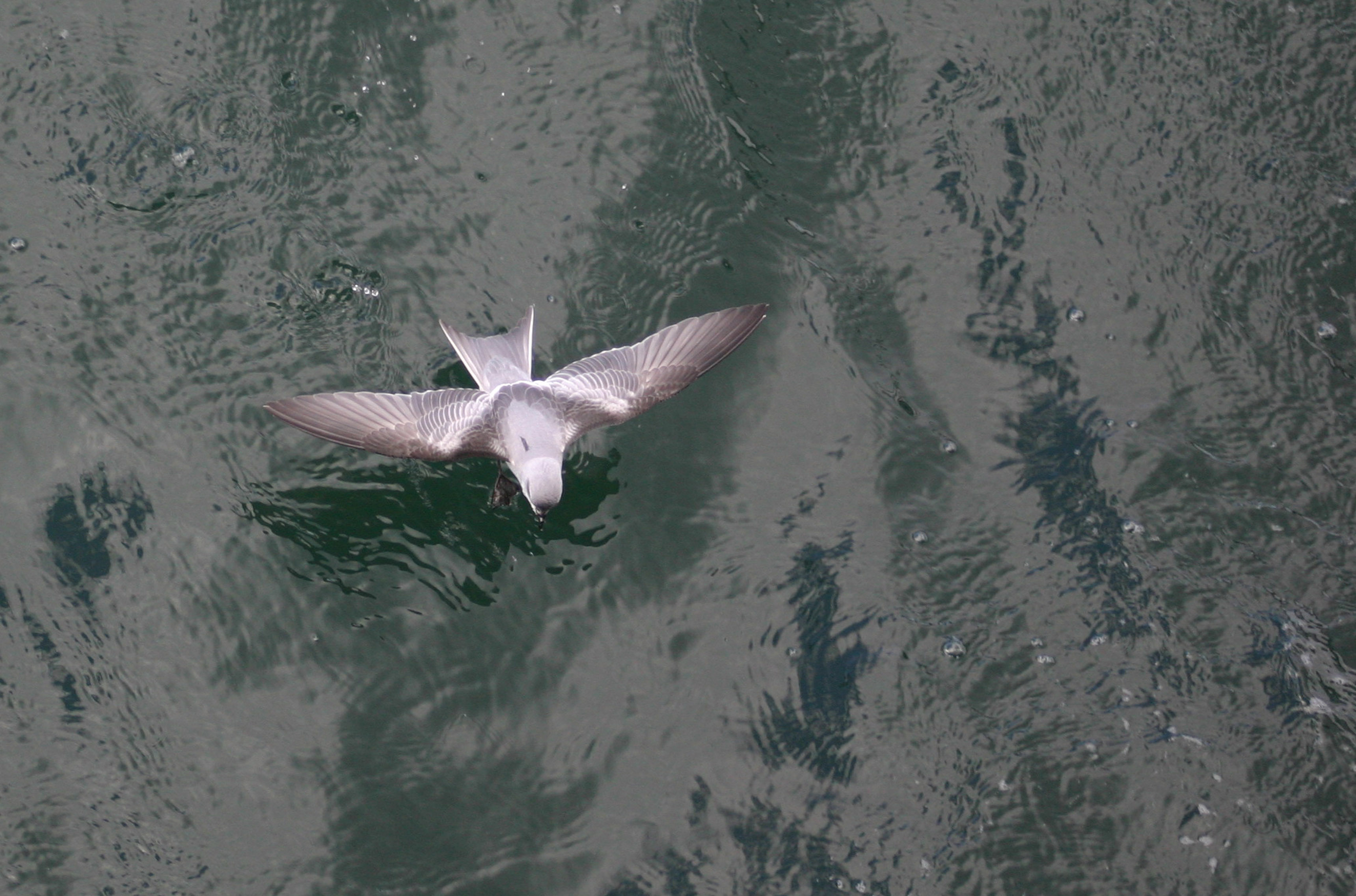

## Utbredning och systematik
Grå stormsvala förekommer på både amerikanska och asiatiska sidan av norra Stilla havet och delas in i två underarter med följande utbredning:
- Hydrobates furcatus furcatus – häckar på norra Kurilerna, Kommendörsöarna och Aleuterna
- Hydrobates furcatus plumbeus – häckar på öar utanför södra Alaska till norra Kalifornien

### Släktestillhörighet
DNA-studier visar att stormsvalan (Hydrobates pelagicus) är inbäddad i Oceanodroma, systerart till just grå stormsvala. Numera inkluderas därför arterna Oceanodroma i Hydrobates, som har prioritet.

## Levnadssätt
Grå stormsvala häckar på utliggande öar på klippiga sluttningar, i gräsiga områden eller bland träd, ibland långt inåt land. Den födosöker främst över kontinentalsockeln, men närmare land under häckningstid. Fågeln lever huvudsakligen av planktonkräftdjur, fisk och bläckfisk. Den ses oftast enstaka, men kan samlas i grupp när den vilar på havet.

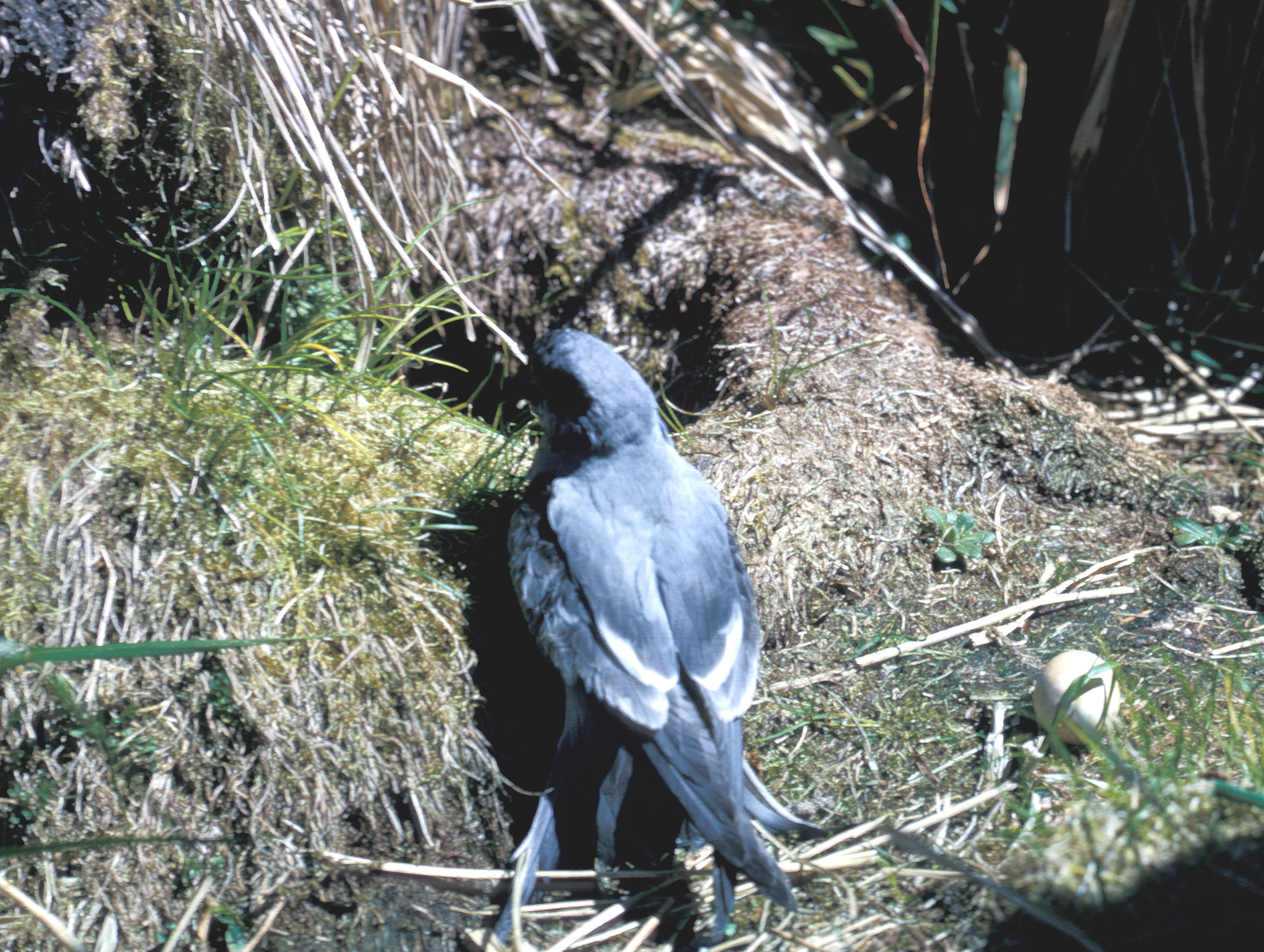
Häckande grå stormsvala på ön St. Lazaria i Alaska, USA.

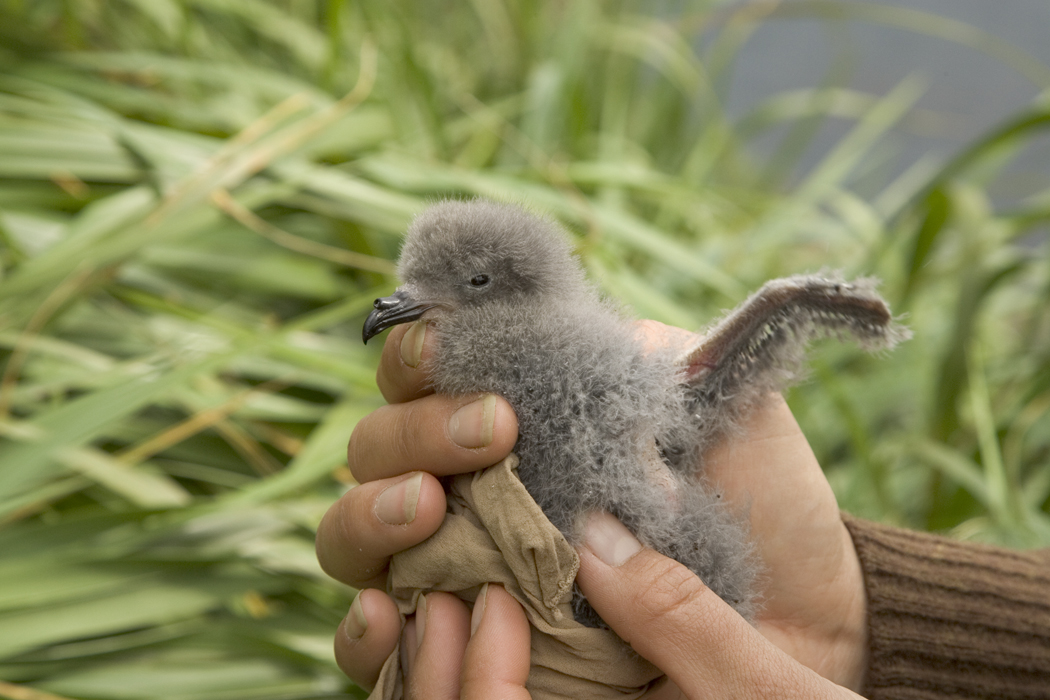
Unge grå stormsvala.

## Status och hot
Arten har ett stort utbredningsområde och en stor population, och tros öka i antal. Utifrån dessa kriterier kategoriserar IUCN arten som livskraftig (LC). Världspopulationen uppskattas till fyra miljoner vuxna individer.

## Namn
Fågelns vetenskapliga artnamn furcata betyder "gaffelformad" eller "kluven".